# Martina Dike
Anna Martina Ulrika Dike, född 1 december 1970 i Ängelholm, är en svensk operasångare (mezzosopran). Hon är internationellt etablerad i det dramatiska facket och mest känd för sina dramatiska Wagner-tolkningar. I roller som Brangäne i Tristan och Isolde, Fricka i Rhenguldet och Valkyrian, huvudrollen i Carmen och Eboli i Verdis Don Carlos, alla framförda på Kungliga Operan, har hon visat på dramatisk nerv i både röst och scenisk tolkning. 

## Biografi
Dike är utbildad vid Kungliga Musikhögskolan och Operahögskolan i Stockholm. Hon debuterade 1997 som Carmen på Folkoperan och var under säsongen 2009/2010 aktuell bland annat som Fricka både på Kungliga Operan i Stockholm och i Frankfurtoperans nya produktion av Wagners Ring. Hon framträdde även som Brangäne i Nantes/Angers och vid Bayreuthfestspelen mellan 2006 och 2010, bland annat som Waltraute i Valkyrian, Andra Nornan i Ragnarök och som Fricka i Valkyrian vid ett uppmärksammat inhopp 2008.
Dike debuterade under 2009 vid Opéra de Dijon som Brangäne i Tristan och Isolde. Hösten 2010 gjorde hon åter Fricka i Valkyrian på Oper Frankfurt. Under 2011 gjorde hon bland annat Waltraute i Wagners Ragnarök på Värmlandsoperan och mezzopartiet i Faust fördömelse av Berlioz med Göteborgs symfoniker samt rollen som Hervor/Hervardur (på Malmöoperan) i Stenhammars opera Tirfing, en roll för vilken hon blev nominerad till Tidskriften Operas Operapris.
Säsongen 2015–16 debuterade Dike som Klytämnestra i Strauss Elektra, mrs Sedley i Brittens opera Peter Grimes och som Gertrud i Hans och Greta. I januari 2017 debuterade Dike med stor framgång som Ortrud i Lohengrin på Greek national Opera i Aten. I maj år 2019 återupprepade hon succén i rollen som Ortrud på Staatstheater Nürnberg.
På operascener, både i Sverige och internationellt, såsom Aix-en-Provence, Brysseloperan, Frankfurtoperan, Bayreuther Festspiele, De Vlaamse Opera i Antwerpen, Deutsche Oper am Rhein, Opera Nantes/Angers, Opera Dijon, Aalto Theater Essen, Oper Dortmund, Greek national Opera och operan i Riga har hon sjungit under dirigenter som René Jacobs, Myung-Whun Chung, Paolo Carignani, Christian Thielemann, Kent Nagano, Peter Schneider, Stefan Soltesz, Dimitri Jurowski och Manfred Honeck.
Vid sidan om sina operaengagemang har hon kontinuerligt framträtt på konsertscenen med bland annat Milanos symfoniorkester och konserthuset i Montréal i verk som Beethovens 9:a, Verdis Requiem, Mozarts Requiem, Bachs Juloratoriet, Bernsteins Jeremiah och Stravinskijs Oedipus Rex. Cd-inspelningar: 
- Wagner, Nibelungens ring. Bayreuther Festspiele 2008. Dir. Christian Thielemann. Publ. 2009. Opus Arte OACD9000B. 14 cd. www.naxosdirect.se. Läst 13 januari 2013.
- Wagner, Operakörer. Övriga solister: Hillevi Martinpelto, Magnus Kyhle. Kungliga hovkapellet. Dirigent Leif Segerstam. Naxos 8.557326-27 S. Svensk mediedatabas. Nibelungens Ring, Fricka, Frankfurtoperan, tillgängligt på cd och dvd. Dirigent Sebastian Weigele.